# نص أنا نص هو (مسلسل)
نص أنا نص هو هو مسلسل كوميدي دراما مصري من إخراج رائد لبيب وبطولة عبلة كامل، محمد وفيق، عبير صبري، أسامة عباس وتهاني راشد.

## نبذة
يقرر زوجين الانفصال بعد أن أتما رسالتهما تجاه أولادهما بتزويج آخر أبنائهم، حيث قسما الشقة الي نصفين ببناء حائط يفصلهما، لأنهما لا يمتلكان المال لشراء كل منهما مسكنًا خاصًا.

## طاقم العمل
- عبلة كامل بدور نبيلة
- محمد وفيق بدور حمدي الشناوي
- أسامة عباس بدور فهيم
- تهاني راشد بدور رجاء
- ملك قورة بدور فاطمة